# Astronidium ligulatum
Astronidium ligulatum es una especie de planta de flores perteneciente a la familia  Melastomataceae. Es endémica de la Polinesia Francesa en Raiatea. 